# Prijselasticiteit van de vraag
De prijselasticiteit van de vraag of eigen prijselasticiteit van de vraag (vaak afgekort tot prijselasticiteit) is een uit de micro-economie afkomstige maatstaf voor de gevoeligheid van een prijsverandering van een goed op de gevraagde hoeveelheid van dat goed. De prijsverandering en de verandering van de gevraagde hoeveelheid worden beide uitgedrukt als percentages, zodat de uiteindelijke uitkomst dimensieloos is. De waarde is meestal een negatief getal, omdat een prijsverandering bijna altijd leidt tot een tegengestelde verandering in de gevraagde hoeveelheid. De prijselasticiteit van de vraag wordt gebruikt om het effect van een prijsverandering op de omzet te bepalen.
Binnen de micro-economie wordt de vraag naar een goed geanalyseerd volgens het ceteris paribus-principe, waardoor bij de berekening van de prijselasticiteit andere vraagbepalende factoren dan de prijs van dat goed (zoals inkomen, prijzen van andere goederen, het aantal vragers of hun voorkeuren) constant worden verondersteld.

## Berekening

### Bij meetbare veranderingen
Het gaat bij de bepaling van de prijselasticiteit om twee begrippen, prijs en gevraagde hoeveelheid, die met elkaar in causaal verband worden gebracht. Wiskundig gebeurt dit door de begrippen te delen, waarbij het gevolg (hier: de relatieve hoeveelheidsverandering) steeds boven de deelstreep en de oorzaak (hier: de relatieve prijsverandering) steeds onder de deelstreep staan. In formulevorm is dat:
{\displaystyle {\text{vraagelasticiteit}}\ {E_{v}}={\frac {{\text{procentuele verandering gevraagde hoeveelheid}}\ {q_{v}}}{\text{procentuele verandering prijs p}}}={\frac {{\dfrac {q_{v(nieuw)}-q_{v(oud)}}{q_{v(oud)}}}\times \ 100\%}{{\dfrac {p_{(nieuw)}-p_{(oud)}}{p_{(oud)}}}\times \ 100\%}}}
Procentuele (of relatieve) veranderingen hebben als voordeel dat de uitkomst onafhankelijk is van de oorspronkelijke meeteenheden. Bij absolute veranderingen zal bij een keuze voor euro's en kilogrammen de uitkomst anders worden dan bij een keuze voor eurocenten en grammen. Bij procentuele veranderingen is de uitkomst dimensieloos. Dit maakt onderlinge vergelijkingen van elasticiteiten van verschillende goederen mogelijk. De procentuele veranderingen worden steeds berekend ten opzichte van de oude waarden.
Voorbeeld: Als de prijs van een goed stijgt van €2,00 naar €2,20, dan daalt de gevraagde hoeveelheid van 200 kg naar 150 kg.
De prijselasticiteit bij deze combinatie van prijs en gevraagde hoeveelheid van dat goed is dan {\displaystyle {\frac {-25\%}{+10\%}}=-2,\!5}
De uitkomst van -2,5 betekent dat een prijsdaling van bijvoorbeeld 1% zal leiden tot een stijging van de gevraagde hoeveelheid met 2,5% (want ―2,5 × ―1% = +2,5%). Een prijsstijging van bijvoorbeeld 2% zal leiden tot een daling van de gevraagde hoeveelheid met 5% (want ―2,5 × 2% = ―5%).

### Puntelasticiteit
In de economische werkelijkheid zijn veranderingen in prijs of hoeveelheid altijd meetbaar. Er is dan sprake van een niet-continu functioneel verband tussen prijs en hoeveelheid. Toch kan het in de economische theorie, zeker bij een modelmatige aanpak, gewenst zijn de verbanden te beschouwen als een continue functie. De veranderingen dienen dan zo klein te worden gemaakt dat ze niet meer meetbaar zijn. De oude en nieuwe prijs vallen nu samen, waardoor ook oude en nieuwe hoeveelheid samenvallen. Er kunnen dan geen procentuele veranderingen meer worden vastgesteld. De hierboven gegeven formule van de elasticiteit voor meetbare veranderingen (segmentelasticiteit) zal moeten worden aangepast tot een formule voor niet-meetbare veranderingen, de puntelasticiteit:
{\displaystyle E_{v}={\frac {\%\ {\text{verandering vraag}}}{\%\ {\text{verandering prijs}}}}={\frac {{\dfrac {q_{v(nieuw)}-q_{v(oud)}}{q_{v(oud)}}}\times \ 100\%}{{\dfrac {p_{(nieuw)}-p_{(oud)}}{p_{(oud)}}}\times \ 100\%}}={\frac {\Delta q_{v}}{\Delta p}}\times {\frac {p_{(oud)}}{q_{v(oud)}}}} gaat bij een onmeetbaar kleine verandering van de prijs 
{\displaystyle (\lim _{\Delta p\to 0}{\frac {\Delta q_{v}}{\Delta p}})\times {\frac {p}{q_{v}}}} over in:
{\displaystyle {\frac {\partial q_{v}}{\partial p}}\times {\frac {p}{q_{v}}}}
De afgeleide formule voor de (punt)elasticiteit van de vraag luidt dus: {\displaystyle {\frac {\partial q_{v}}{\partial p}}\times \ {\frac {\text{prijs p}}{{\text{hoeveelheid}}\ q_{v}}}}
Hierbij staat {\displaystyle {\frac {\partial q_{v}}{\partial p}}} voor het (partieel) differentiaalquotiënt van de verandering van de gevraagde hoeveelheid (qv) als gevolg van de verandering van de prijs (p). Wiskundig is dit quotiënt de richtingscoëfficiënt ofwel de eerste afgeleide van de vraagfunctie (of van de raaklijn bij een niet-lineaire functie). De functie moet dan wel expliciet in qv staan (dus de ongespecificeerde vorm qv={\displaystyle f}(p) hebben), omdat p hier de oorzaak, de onafhankelijke variabele is.

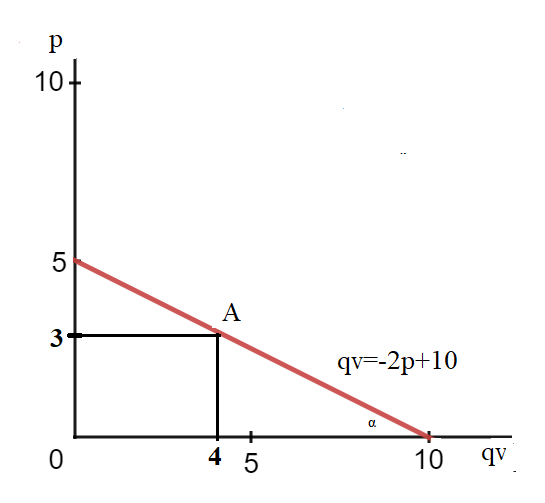
Figuur 1. Vraagcurve q_{v} = ―2p+10 als p is uitgezet op de verticale as

Voorbeeld: een vraagfunctie luidt qv=―2p+10, waarbij p de prijs (in geldeenheden) en qv de gevraagde hoeveelheid van een goed (in stuks) is. Uit de functie volgt dat als p=3 dan qv=4. De prijselasticiteit van de vraag bij deze combinatie is dan
{\displaystyle {\frac {\partial q_{v}}{\partial p}}\times {\frac {p}{q_{v}}}} = {\displaystyle \ -2\times {\frac {3}{4}}=-1,5}
Bij de grafische weergave van een vraagfunctie geldt in de economie de afspraak dat de prijs steeds op de verticale as wordt uitgezet, ook als zoals hier de prijs de onafhankelijke variabele is. Normaal staat de onafhankelijke variabele op de horizontale as. De grafische weergave in figuur 1 van qv=―2p+10 met p op de verticale as is dan ook eigenlijk de weergave van p=―0,5v+5. De hellingshoek van die afgebeelde curve wordt weergegeven door {\displaystyle {\frac {\partial p}{\partial q_{v}}}}, dus het omgekeerde van {\displaystyle {\frac {\partial q_{v}}{\partial p}}}. Het differentiaalquotiënt van qv=―2p+10 in figuur 1 is dan ook niet tan∠α = {\displaystyle \ -{\frac {5}{10}}=-0,5}, maar {\displaystyle {\frac {1}{\text{tan∠α}}}=\ -{\frac {10}{5}}=-2}. Hiermee dient rekening te worden gehouden als men een vraagfunctie qv={\displaystyle f}(p) grafisch wil weergeven met p op de verticale as of als men het differentiaalquotiënt van de vraagfunctie qv={\displaystyle f}(p) direct uit de grafiek wil aflezen terwijl p toch op de verticale as staat.

## Prijselasticiteit van de vraag is meestal negatief, maar kan soms positief zijn
De gevraagde hoeveelheid reageert meestal tegengesteld op een verandering van de prijs. Als de prijs van een goed stijgt, daalt de gevraagde hoeveelheid en als de prijs daalt, stijgt de gevraagde hoeveelheid. Wiskundig wordt die tegengestelde reactie weergegeven door het min-teken in de elasticiteitsuitkomst.
In de economische theorie wordt gebruik gemaakt van absolute getallen, waarbij wordt afgezien van het teken. Wanneer dan wordt gesproken over groter dan 1, bedoelt men bij een feitelijk negatief getal eigenlijk kleiner dan ―1. Omdat normaal de prijselasticiteit van de vraag een negatief getal is en om verwarring bij het gebruik van de termen groter dan en kleiner dan te vermijden, wordt hier steeds uitgegaan van de feitelijke waarde van de prijselasticiteit.
Slechts in uitzonderlijke gevallen beweegt de gevraagde hoeveelheid van een goed zich in dezelfde richting als de prijsverandering. De waarde van de prijselasticiteit is dan een positief getal. Als de prijs van deze goederen stijgt, stijgt ook de gevraagde hoeveelheid en als de prijs daalt, daalt ook de gevraagde hoeveelheid. Deze uitzonderlijke situatie geldt voor twee soorten goederen:
- Giffen-goederen. Bijvoorbeeld rijst als volksvoedsel in een land met een zeer laag inkomen per hoofd van de bevolking (dat bovendien voor het grootste deel wordt gebruikt voor de aanschaf van voedsel). Bij een prijsverlaging van rijst blijft weliswaar het nominale inkomen gelijk, maar stijgt de koopkracht (het reële inkomen) waardoor ander (beter of voedzamer) voedsel (iets) bereikbaarder wordt. Daarvan zal dan meer worden aangeschaft in plaats van rijst, zodat de vraag naar rijst door de prijsdaling per saldo zal afnemen. Omgekeerd zal bij een prijsstijging van rijst ander, beter voedsel nog minder betaalbaar worden en zal men (om toch zoveel mogelijk calorieën binnen te krijgen) in plaats daarvan meer rijst aanschaffen.
- Veblen-goederen (of snobgoederen). Deze goederen zijn door hun extreem hoge prijs exclusief, waardoor hun bezit als statusverhogend wordt beschouwd. Bij een eventuele prijsverlaging zal voor sommige vragers het exclusieve karakter verloren gaan, terwijl er door de toch nog hoge prijs nauwelijks nieuwe vragers bij komen. Per saldo neemt de vraag bij prijsverlaging af. Bij een prijsverhoging neemt het exclusieve karakter toe en wordt dit soort goederen nog aantrekkelijker. Een met snobgoederen verwante categorie ontstaat als consumenten de kwaliteit van goederen menen te kunnen beoordelen aan de hand van de prijs. Bij een duurder goed wordt aangenomen dat dat goed dan ook wel van betere kwaliteit zal zijn. Deze redenatie valt echter buiten de ceteris paribus-voorwaarde, omdat hier de behoefte van de consument aan het goed afhankelijk wordt gemaakt van de prijs van dat goed.

## Relatie tussen de waarde van de prijselasticiteit en de omzet
Vanuit aanbieders beredeneerd is de omzet van een goed het totaalbedrag van de verkopen van dat goed en bestaat uit prijs x verkochte hoeveelheid. Vanuit de vragers beredeneerd is dat hetzelfde bedrag als het totaal van de uitgaven naar dat betreffende goed, dat dan uit prijs x gekochte hoeveelheid bestaat. Als een prijsverandering invloed heeft op de gevraagde hoeveelheid zal die prijsverandering ook het bedrag van de omzet beïnvloeden. Omdat bij een prijsverandering de gevraagde hoeveelheid qv in tegenovergestelde richting verandert, is niet op voorhand vast te stellen wat er met de uitkomst van de omzet (p x qv) gebeurt. In welke mate qv reageert op een prijsverandering is afhankelijk van de uitkomst van de prijselasticiteit. Hierbij speelt de uitkomst ―1 een grote rol.
Uitgaande van ―1 kan de waarde van de prijselasticiteit in drie categorieën worden ingedeeld: de waarde is kleiner (negatiever) dan ―1, de waarde bevindt zich tussen ―1 en 0 en de waarde is gelijk aan ―1. De uitzonderlijke situatie van een waarde groter dan 0 wordt hier buiten beschouwing gelaten.

### Elastische vraag en omzet

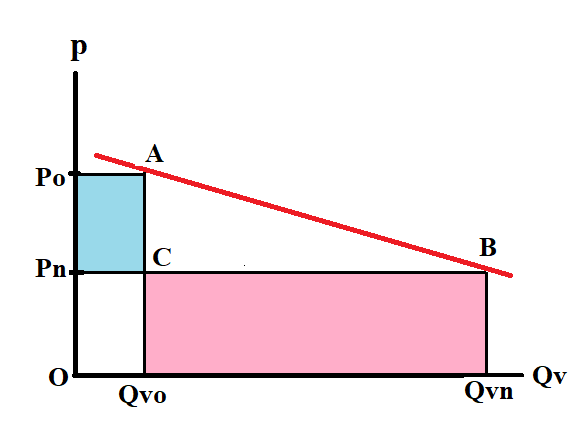
Figuur 2. Omzetvergelijking bij prijsdaling als de vraag elastisch is. De blauwe rechthoek is het effect van de prijsafname op de omzet. De paarse rechthoek is het sterkere effect van de hoeveelheidstoename op de omzet. De toename is groter dan de afname. Per saldo is de omzet gestegen.

Als de prijselasticiteit van de vraag negatiever is dan ―1 spreekt men van een elastische vraag. De relatieve verandering van de gevraagde hoeveelheid is dan groter dan de relatieve prijsverandering. De gevraagde hoeveelheid reageert sterk op de prijsverandering. Bijvoorbeeld bij een prijselasticiteit van ―2,5 zal een prijsdaling van 10% leiden tot een vraagtoename van 25%, waardoor de omzet bij benadering
{\displaystyle {\frac {{\text{90 }}{\times \ 125}}{\text{100}}}=112,5} toeneemt met 12,5%. Deze omzettoename is grafisch weergegeven in figuur 2. De omzet bij de oude prijs Po is rechthoek PoAQvoO. Het effect van de prijsafname op de omzet wordt weergegeven door de blauwe rechthoek PoACPn. Dit wordt door de elastische vraag teniet gedaan door het sterkere effect van de hoeveelheidstoename op de omzet, de paarse rechthoek CBQvnQvo. De omzet bij de nieuwe prijs Pn (rechthoek PnBQvnO) is dan ook groter dan de oude omzet. Het inzetten van een prijsdaling bij een elastische vraag om zo de omzet te vergroten is dan ook zinvol. Andersom zal bij een elastische vraag een prijsstijging juist leiden tot een relatief sterkere afzetdaling, waardoor de omzet afneemt. Het inzetten van een prijsstijging om zo de omzet te vergroten is bij een elastische vraag dan ook niet zinvol.

### Inelastische vraag en omzet

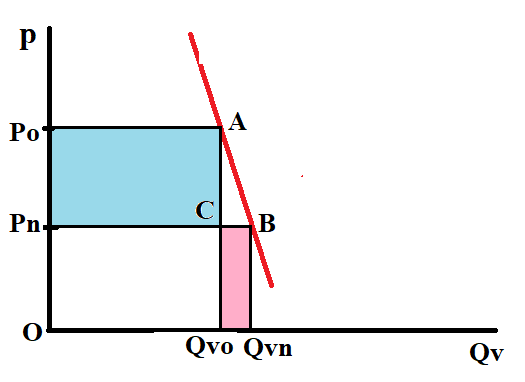
Figuur 3. Omzetvergelijking bij prijsdaling als de vraag inelastisch is. De blauwe rechthoek is het effect van de prijsafname op de omzet. De paarse rechthoek is het zwakkere effect van de hoeveelheidstoename op de omzet. De afname is groter dan de toename. Per saldo is de omzet gedaald.

Als de prijselasticiteit van de vraag ligt tussen ―1 en 0 spreekt men van een inelastische vraag. De relatieve verandering van de gevraagde hoeveelheid is dan kleiner dan de relatieve prijsverandering. De gevraagde hoeveelheid reageert niet sterk op de prijsverandering.  Bijvoorbeeld bij een prijselasticiteit van ―0,2 zal een prijsdaling van 10% leiden tot een vraagtoename van 2%, waardoor de omzet bij benadering
{\displaystyle {\frac {{\text{90 }}{\times \ 102}}{\text{100}}}=91,8} afneemt met 8,2%. Deze omzetafname is grafisch weergegeven in figuur 3. De omzet bij de oude prijs Po is rechthoek PoAQvoO. Het effect van de prijsafname op de omzet wordt weergegeven door de blauwe rechthoek PoACPn. Dit wordt door de inelastische vraag niet gecompenseerd door het effect van de hoeveelheidsstijging op de omzet, de paarse rechthoek CBQvnQvo. De omzet bij de nieuwe prijs Pn (rechthoek PnBQvnO) is dan ook kleiner dan de oude omzet. Het inzetten van een prijsdaling bij een inelastische vraag om zo de omzet te vergroten is dan ook niet zinvol. Andersom zal bij een inelastsche vraag een prijsstijging juist leiden tot een  relatief zwakke afzetdaling, waardoor de omzet toeneemt. Het inzetten van een prijsstijging om zo de omzet te vergroten is bij een inelastische vraag dan ook zinvol.

### Iso-elastische reactie en omzet
Als de waarde van de elasticiteit ―1 is, spreekt men van een iso-elastische of unitair elastische vraag. De relatieve verandering van de gevraagde hoeveelheid is dan gelijk aan de relatieve prijsverandering. Bij een prijselasticiteit van ―1 zal bijvoorbeeld een prijsstijging van 10% leiden tot een vraagvermindering van eveneens 10%, waardoor de omzet (bij benadering) gelijk blijft.

### Wiskundig verband tussen omzetelasticiteit en prijselasticiteit
De omzet is afhankelijk van de prijs en de verhandelde hoeveelheid, die via de vraagfunctie ook weer afhankelijk is van de prijs. De omzet is dus op een dubbele manier afhankelijk van de prijs. De prijselasticiteit van de omzet Epq luidt:
{\displaystyle E_{pq}={\frac {\partial (p.q)}{\partial p}}\times {\frac {p}{p.q}}}
en kan door gebruik te maken van de productregel bij het differentiëren worden herschreven tot:
{\displaystyle ({\frac {{p.\partial q}+{q.\partial p}}{\partial p}})\times {\frac {p}{p.q}}=(p.{\frac {\partial q}{\partial p}}+q)\times {\frac {p}{p.q}}={\frac {\partial q}{\partial p}}.{\frac {p}{q}}+1}
Ofwel: {\displaystyle E_{pq}=E_{v}+1}
De vraagelasticiteit bepaalt dus in welke richting de omzet gaat bij een prijsverandering. Als de vraag inelastisch is (-1<Ev<0), zal het teken van de omzetelasticiteit positief zijn,  de omzet beweegt zich dan in dezelfde richting als de prijsverandering. Een prijsdaling levert  een omzetdaling op en een prijsstijging een omzetstijging. Bij een elastische vraag (Ev negatiever dan -1) zal het teken van de omzetelasticiteit negatief zijn, de omzet beweegt zich dan tegenovergesteld van de prijsverandering. Door een prijsverhoging zal de omzet dalen en door een prijsverlaging juist stijgen.

## Invloed van de vraagcurve op de waarde van de prijselasticiteit

### Beïnvloeding door de helling van de curve

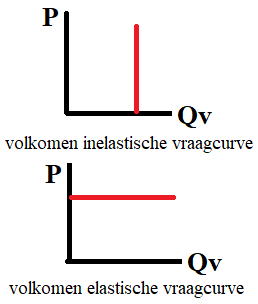
Figuur 4.

De hellingshoek van een lineaire vraaglijn (of van een raaklijn bij een niet-lineaire vraagcurve) wordt weergegeven door de richtingscoëfficiënt, het differentiaalquotiënt {\displaystyle {\frac {\partial q_{v}}{\partial p}}}. Hoe kleiner die hellingshoek, hoe minder elastisch de waarde zal zijn. Dus hoe steiler de vraaglijn, hoe geringer het effect van een prijsverandering op de hoeveelheidsverandering zal zijn. In figuur 2 is de vraaglijn relatief vlak, er is sprake van een elastische reactie. In figuur 3 met een relatief steile vraaglijn, is de reactie juist inelastisch. Zo kunnen ook de uiterste waarden van de elasticiteit worden beredeneerd. De elasticiteitswaarde van de verticale vraagcurve in figuur 4 is volkomen inelastisch en bedraagt 0. De gevraagde hoeveelheid reageert in het geheel niet op een prijsverandering. De elasticiteitswaarde van de horizontale vraagcurve in figuur 4 is volkomen elastisch en is oneindig groot (― ∞). De gevraagde hoeveelheid reageert onmeetbaar sterk op een prijsverandering.

### Beïnvloeding door de plaats van de prijs-vraagcombinatie op de curve

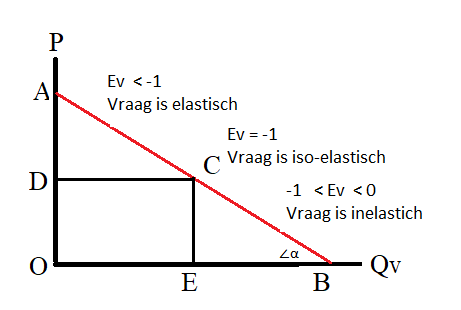
Figuur 5. Verdeling van de waarde van de prijselasticiteit bij een lineaire vraagcurve.

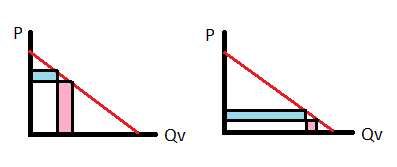
Figuur 6. Effect op de omzet van een prijsverlaging bij twee identieke vraagcurven. Links is de verlaging op het elastische deel en rechts op het inelastische deel van de vraagcurve weergegeven. Blauw geeft de omzetafname door de prijsafname weer en paars de omzettoename door de afzettoename.

De waarde van de prijselasticiteit is afhankelijk van de ligging van de prijs-vraagcombinatie op de vraagcurve. Bij een lineaire vraagcurve (een constante richtingscoëfficiënt) zal de waarde van de prijselasticiteit relatief hoog zijn (dus sterk negatief) bij een hoog prijsniveau en een geringe gevraagd hoeveelheid en is relatief laag (dus gering negatief) bij een laag prijsniveau en een grote gevraagd hoeveelheid. Dit kan in figuur 5 worden aangetoond met behulp van het Marshall-criterium voor de prijs-vraagcombinatie C, waarbij van punt C de afstand langs de vraagcurve tot de beide assen wordt bepaald:
{\displaystyle E_{v}={\frac {\partial q_{v}}{\partial p}}\times {\frac {p}{q_{v}}}}
In figuur 5 geldt {\displaystyle {\text{tan∠α}}={\frac {\partial p}{\partial q_{v}}}={\frac {OA}{OB}}} zodat {\displaystyle {\frac {\partial q_{v}}{\partial p}}={\frac {OB}{OA}}}
{\displaystyle E_{v}={\frac {OB}{OA}}\times {\frac {OD}{OE}}} ofwel {\displaystyle E_{v}={\frac {DC}{AD}}\times {\frac {OD}{OE}}}
omdat DC=OE geldt ook {\displaystyle E_{v}={\frac {OE}{AD}}\times {\frac {OD}{OE}}} zodat {\displaystyle E_{v}={\frac {OD}{AD}}} en dus geldt ook {\displaystyle E_{v}={\frac {BC}{AC}}}. Overigens levert de bepaling van de elasticiteit met het Marshall-criterium altijd een absolute waarde op en moet het teken achteraf worden vastgesteld.
In punt C, het midden van de lineaire vraagcurve van figuur 5, geldt dat de prijselasticiteit {\displaystyle E_{v}={\frac {BC}{AC}}=-1}. In dat punt zal een prijsverandering niet leiden tot een verandering van de gevraagde hoeveelheid, waardoor de omzet p.qv gelijk blijft. Punt C verdeelt de vraaglijn in twee delen:
- Op het segment AC is de prijselasticiteit kleiner zijn dan ―1, de vraag reageert elastisch. Op een prijsdaling volgt een meer dan evenredige toename van de gevraagde hoeveelheid. Hierdoor stijgt de omzet. Gaande van A naar C blijft de prijs dalen, maar reageert de hoeveelheid daar steeds minder elastisch op. Naarmate men dichter bij C komt, wordt daarom ook de mate van omzetstijging steeds kleiner.
- Op het segment BC ligt de waarde van de prijselasticiteit tussen ―1 en 0, de vraag reageert inelastisch. Een prijsdaling leidt tot een minder dan evenredige toename van de gevraagde hoeveelheid. Hierdoor daalt de omzet. Gaande van C naar B blijft de prijs dalen, maar reageert de hoeveelheid daar steeds inelastischer op. Naarmate men dichter bij B komt, wordt daarom ook de mate van omzetdaling steeds groter.

Hoewel voor alle punten op een lineaire vraagcurve de hellingshoek hetzelfde is, zal boven het middelpunt van die vraagcurve de vraag elastisch reageren en daaronder inelastisch. Een geringe elastische reactie kan dus het gevolg zijn van een laag prijsniveau, maar kan ook komen
door een geringe helling van de vraagcurve ten opzichte van de p-as.

## Drie factoren die de waarde van de prijselasticiteit beïnvloeden
Drie factoren beïnvloeden de prijselasticiteit van de vraag naar een goed:
- De aard van het goed.
- Het aantal mogelijke alternatieven.
- De tijdsperiode van de analyse.

### Aard van het goed
Prijsveranderingen van noodzakelijke goederen die voorzien in primaire levensbehoeften zullen een geringer effect hebben op de gevraagde hoeveelheid dan een prijsverandering van luxe goederen. Vaak wordt gesteld dat goederen met een prijsinelastische vraag de voor het dagelijkse leven primaire levensbehoeften noodzakelijke goederen zijn en goederen met een prijselastische vraag de niet levensnoodzakelijke luxe goederen. Formeel is dit niet juist. Het onderscheid luxe en noodzakelijke goederen op basis van de uitkomst van de elasticiteit is een indeling die hoort bij de inkomenselasticiteit. Binnen de micro-economie wordt de vraag geanalyseerd volgens het ceteris paribus-principe, waardoor bij de bepaling van de prijselasticiteit andere vraagbepalende factoren dan de prijs constant worden verondersteld. Dit geldt ook voor het inkomen. Door deze strak gedefinieerde werkwijze kan ten aanzien van de prijselasticiteit eigenlijk slechts geconstateerd worden dat de vraag naar een goed bij een bepaalde prijs elastisch dan wel inelastisch reageert. Wel zal in de praktijk de concrete prijs-hoeveelheidscombinatie van veel luxe goederen zich bevinden in het elastische deel van de vraagcurve en de prijs-hoeveelheidscombinatie van noodzakelijke goederen in het inelastische deel.

### Substitutiemogelijkheden
Naarmate er meer alternatieven voor een goed bestaan, zal de reactie van dat goed op prijsveranderingen elastischer zijn. Er zijn immers meer uitwijkmogelijkheden. Een voorbeeld is de stijging van brandstofprijzen als gevolg van een stijgende olieprijs. Olie-intensieve bedrijven en consumenten kunnen het zich in het algemeen niet permitteren om over te stappen naar een andere productiewijze of een alternatief vervoersmiddel. Een klein aantal consumenten dat zich dit kan veroorloven zal overstappen naar het openbaar vervoer. Veel vragers kunnen echter niets anders dan zich neerleggen bij de hogere brandstofprijzen.
De reactie van een prijsverandering op een goed wordt het prijseffect genoemd. Dit wordt in de Slutsky-vergelijking uitgesplitst in een Inkomenseffect en een substitutie-effect.  Een prijsdaling van goed A leidt, ook bij gelijkblijvend nominaal inkomen tot een toename van het reële inkomen. Deze toename van de koopkracht kan worden gebruikt om meer van het goedkoper geworden goed A en/of om meer van andere goederen aan te schaffen. Als een van die andere goederen gezien wordt als een redelijk substituut voor goed A, kan de consument ook besluiten om dat alternatieve substituut te vervangen door (nog) meer van het goedkoper geworden goed A aan te schaffen. De mate waarin als gevolg van een prijsverandering vervanging plaatsvindt wordt het substitutie-effect van de prijswijziging genoemd. Voor een positief substitutie-effect geldt altijd dat er meer wordt gekocht van het relatief goedkoper geworden goed. Bij een prijsdaling van goed A zal door een positief substitutie-effect de vraag naar goed A nog meer kunnen toenemen en bij een prijsstijging van goed A de vraag naar goed A nog meer kunnen afnemen. Het direct effect van een prijsverandering van goed A op de gevraagde hoeveelheid van een andere goed kan niet worden geanalyseerd met de prijselasticiteit van de vraag. Voor deze analyse is de kruislingse elasticiteit ontwikkeld.

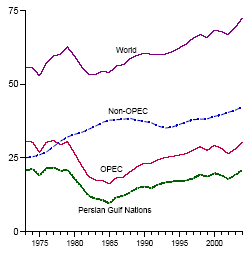
Na de oliecrisis van 1973 daalde de vraag naar olie nauwelijks, maar dit trad wel op na de oliecrisis van 1979. In het eerste geval overheerste het inkomenseffect in de slutsky-vergelijking, in het tweede geval het substitutie-effect.

Met het inkomens- en substitutie-effect kan bijvoorbeeld het verschil in vraag naar olie worden verklaard na de oliecrisis van 1973 en die van 1979. In 1973 was het inkomenseffect dominant. Olie was nog een primair goed, de reactie van de prijsstijging op de vraag naar olie was inelastisch, zodat een groter deel van het inkomen daaraan besteed moest worden. Bij gelijkblijvend inkomen bleef daardoor minder over om aan overige zaken te besteden, wat een wereldwijde recessie tot gevolg had. In 1979 was het echter technisch mogelijk voor elektriciteitscentrales om over te schakelen naar gas en steenkool. De reactie op de prijsstijging was elastisch door de aanwezigheid van substituten. Dit had een scherpe daling van de vraag naar olie tot gevolg, een goed voorbeeld van het substitutie-effect.

### De tijdsperiode van de analyse
De waarde van de elasticiteit is ook afhankelijk van de lengte van de tijdsperiode die wordt gebruikt bij de analyse. Hoe korter de periode, hoe minder mogelijkheden er zijn tot substitutie, dus hoe inelastischer de vraag op een prijsverandering zal reageren.

## Gebruikte literatuur
- Decoster, André (red.), Economie. Een inleiding, Leuven (Universitaire Pers Leuven) 2010, ISBN 978-90-5867-797-6, pp. 134–140 en de wiskundige bijlage op pp. 172–174.
- Dietz, F.J. (red.), W.J.M. Heijman, E.P. Kroese, Leerboek algemene economie. Micro-economie, Leiden 1990, ISBN 90-207-1990-4, pp. 103–115.
- Conway, E., 50 inzichten economie. Onmisbare basiskennis, Diemen (Veen Magazines) 2009, ISBN 9789085712558, oorspronkelijke titel: 50 economics ideas you really need to know